# Hypena trigonalis
Hypena trigonalis är en fjärilsart som beskrevs av Costa 1836. Hypena trigonalis ingår i släktet Hypena och familjen nattflyn. Inga underarter finns listade i Catalogue of Life.